# Caligonellidae
Caligonellidae (лат.) — семейство хищных клещей из надотряда Acariformes (Prostigmata).
5 родов, около 50 видов. Встречаются всесветно, кроме Неотропики. Мелкие свободноживущие клещи округлой или овальной формы (длина 0,28—0,55 мм). Сросшиеся хелицеры образуют стилофор. Педипальпы 5-члениковые, крупные. В подстилке, на растениях и почве.
В семейство включают 5 родов:
- Caligonella Berlese, 1910
- Coptocheles Summers & Schlinger, 1955
- Molothrognathus Summers & Schlinger, 1955
- Neognathus Willmann, 1952[5]
- Paraneognathus Fan, 2000